# کارمیر-آستخ
کارمیر-آستخ (به لاتین: Karmir-Astkh) یک منطقهٔ مسکونی در روسیه است که در آدیغیه واقع شده‌است.